# Hiram Powers
Hiram Powers (Woodstock, 29 luglio 1805 – Firenze, 27 giugno 1873) è stato uno scultore neoclassico statunitense.
Una delle sue opere più conosciute è La schiava greca.

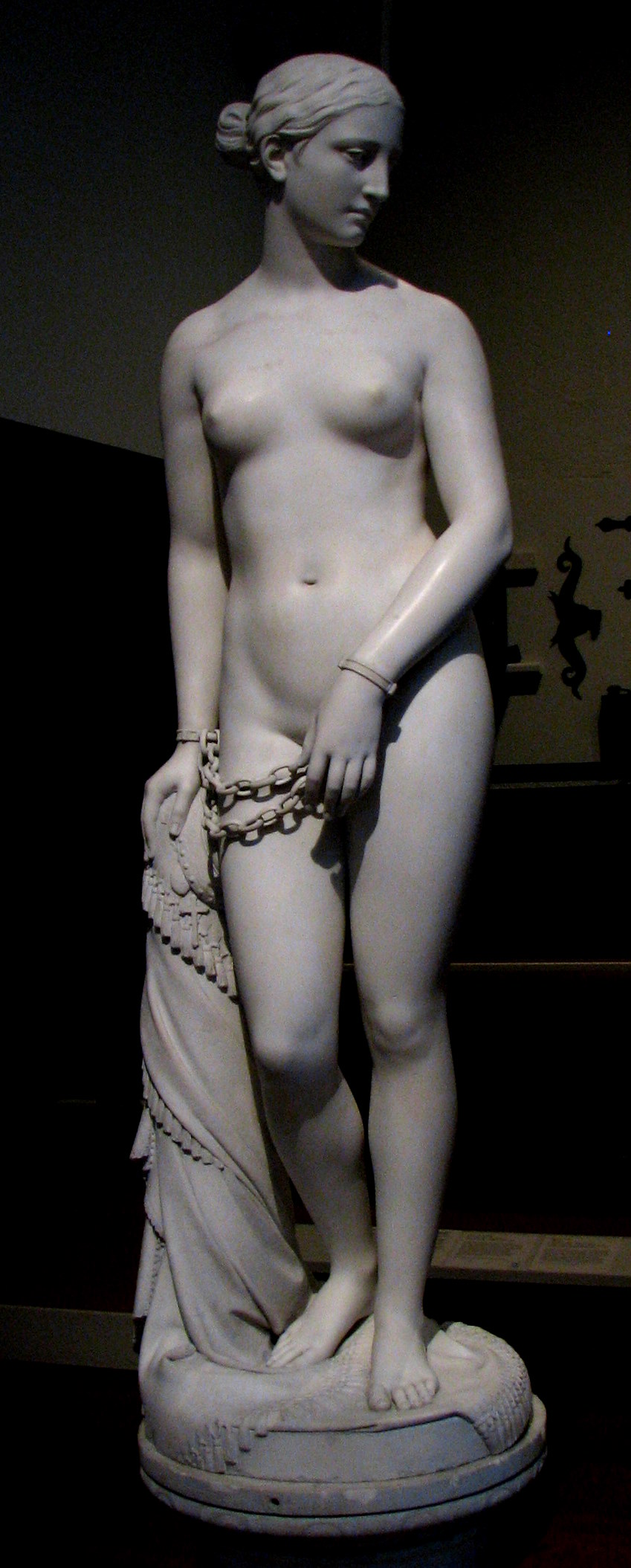
La schiava greca, realizzata in Italia, oggi situata presso la Yale University Art Gallery di New Haven (Connecticut)

## Biografia

### Adolescenza e primi studi
Nato da un contadino, nel 1818 la famiglia si trasferisce in Ohio, circa sei miglia da Cincinnati, dove il ragazzo frequentò le scuole per qualche anno, rimanendo con il fratello di suo padre, un avvocato a Cincinnati.
Dopo la scuola trovò lavoro presso una biblioteca annessa al principale hotel della città quindi si trasferì a Clerck dove divenne commesso in un magazzino generale. A 17 anni fu assistente presso Luman Watson, un grosso orologiaio di Cincinnati, dove iniziò a padroneggiare la costruzione di modelli diventando il primo maestro meccanico dell'azienda dimostrando buone attitudini.
Nel 1826 iniziò a frequentare lo studio di Frederick Eckstein e alla fine si convinse della sua passione per l'arte della scultura. La sua competenza  nella scultura gli assicurò un impiego come assistente generale dell'artista del Western Museum, diretto da un naturalista della Louisiana francese di nome Joseph Dorfeuille. Qui la sua rappresentazione dell'inferno del poema di Dante riscosse straordinario successo.
Dopo aver studiato a fondo l'arte della modellistica e dei calchi alla fine del 1834 si trasferì a Washington.

### Carriera

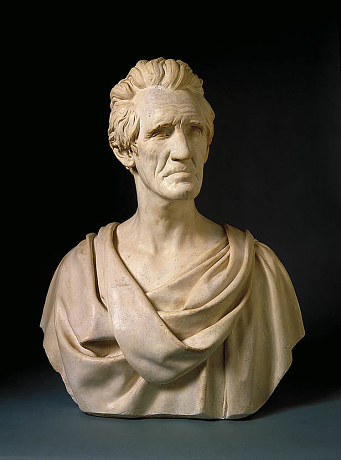
Andrew Jackson, 1835

Powers attirò l'attenzione e le commissioni nel distretto di Columbia con il suo ritratto di Andrew Jackson. Nel 1837 egli si trasferì in Italia e si stabilì a Firenze, in via della Fornace, dove ebbe accesso a una buona fornitura di marmo e conobbe le tradizioni del taglio della pietra e della fusione in bronzo. Anche se in questo periodo viaggiò in Gran Bretagna, egli avrebbe vissuto il resto della sua vita a Firenze. In Italia egli divenne amico del compatriota Horatio Greenough. Hiram Powers sviluppò un'attività florida grazie ai ritratti e i busti da salotti, ma egli dedicò il suo tempo anche alla creazione di soggetti ideali a figura intera e a grandezza naturale, molti dei quali furono isolati come busti. Alcune opere nacquero in gesso e poi vennero tradotte in marmo.
Nel 1843, Powers realizzò la sua statua più celebre, La schiava greca, che lo fece diventare uno degli scultori più importanti dell'epoca. L'opera attrasse più di 100.000 visitatori quando venne fatta girare in America nel 1847. Nel 1851 la scultura venne esposta in Gran Bretagna (assieme al Giovane pescatore, un'altra sua statua famosa) all'esposizione al palazzo di Cristallo ed Elizabeth Barrett Browning ne scrisse un sonetto. Questa scultura venne utilizzata nella causa abolizionista e varie copie apparvero nei Campidogli di molti stati favorevoli all'Unione. Tra le sue statue idealizzanti più note si citano il Giovane pescatore, La pensierosa, Eva sconsolata, California, America e L'ultima della tribù. Nel 1851 divenne un socio dell'accademia americana di arte e scienze.
Il cliente privato e più perspicace di Powers fu il principe Anatolio Demidoff, che possedette delle versioni marmoree a figura interna sia della Schiava greca che del Giovane pescatore, oltre a commissionargli un busto-ritratto della moglie, la nipote di Napoleone e granduchessa di Toscana. Le statue e i busti che Powers scolpì per Demidoff eccellevano nella qualità e nella purezza del marmo adoperato.
In seguito, Powers divenne un insegnante all'accademia di Firenze. Uno dei suoi figli fu lo scultore Preston Powers. 

### Morte
Hiram Powers morì il 27 giugno 1873 e attualmente è sepolto, così come tre dei suoi figli, al cimitero protestante degli inglesi a Firenze.

## Opere scelte
- Andrew Jackson, 1835
- Eva tentata, 1839-1842 (modello)

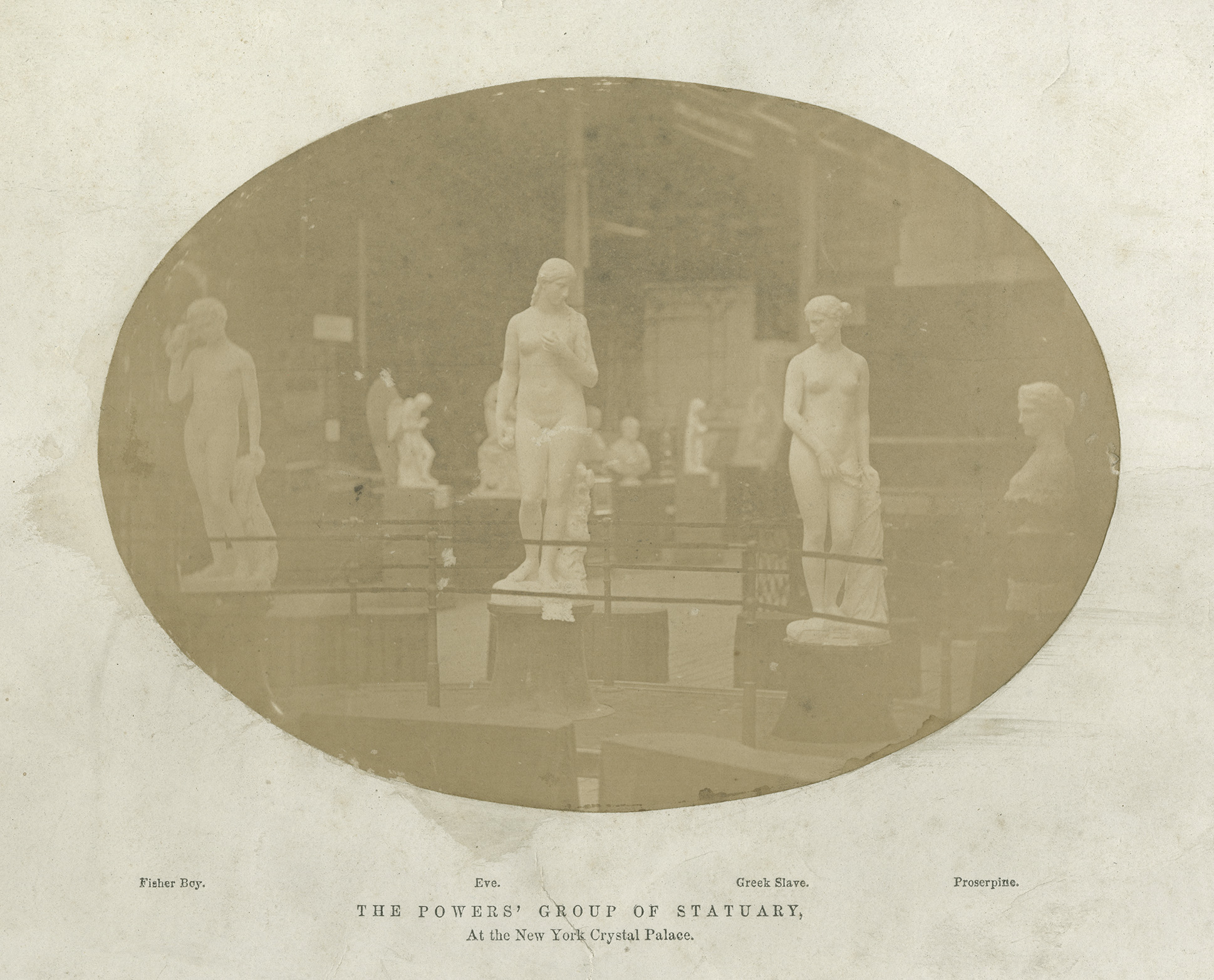
Quattro sculture di Powers in una fotografia del 1853

- Giovane pescatore, 1841-1844 (modello)[5]
- Proserpina, 1844
- La schiava greca, 1844 (prima versione)
- Diana, 1853
- America, 1854
- La pensierosa, 1856
- California, 1858
- Benjamin Franklin, 1860-1862 circa[6]
- L'ultima della tribù, 1867-1872
- Eva sconsolata, 1872-1877 (seconda versione, completata postuma)